# Rotkopfwachtel
Die Rotkopfwachtel (Haematortyx sanguiniceps) ist eine Art aus der Familie der Fasanenartigen. Sie ist die einzige rezente Vertreterin ihrer Gattung und kommt ausschließlich auf Borneo vor.

## Erscheinungsbild
Die Rotkopfwachtel erreicht eine Körperlänge von 25 Zentimetern und wiegt durchschnittlich 330 Gramm. Der Sexualdimorphismus ist nicht besonders stark ausgeprägt. Männchen haben einen leuchtend roten Kopf, Hals und Brust. Das übrige Gefieder ist rußschwarz, lediglich das Ende der Unterschwanzdecke ist gleichfalls rot. Weibchen sind matter gefärbt und insgesamt brauner. Die Farbverteilung gleicht ansonsten dem Männchen. Der Schnabel ist gelblich oder gelblich weiß beziehungsweise bei den Weibchen bräunlich hornfarben. Die Iris ist braun. Die Beine sind grau. Die Männchen haben bis zu jeweils drei Sporne an den Beinen.

## Verbreitung und Lebensraum
Die Rotkopfwachtel kommt ausschließlich in den Bergen im Norden Borneos vor. Die Art gilt aufgrund von Lebensraumverlust als potentiell gefährdet. In geeigneten Habitaten kommt sie jedoch noch häufig vor. Sie bewohnt vor allem die Wälder am Fuß von Bergen. Gewöhnlich ist sie in Höhenlagen zwischen 1000 und 1.500 Höhenmetern anzutreffen. 

## Lebensweise
Die Nahrung der Rotkopfwachtel besteht aus Beeren und Insekten. Die Art scharrt allerdings nicht besonders intensiv. Die Fortpflanzungsgewohnheiten sind weitgehend unbekannt. Das Gelege besteht aus acht bis neun Eiern. Die Brutzeit beträgt in menschlicher Obhut zwischen 18 und 19 Tagen. 

## Belege

### Einzelbelege
1. ↑  Madge et al., S. 271